# تاكسي جماعي

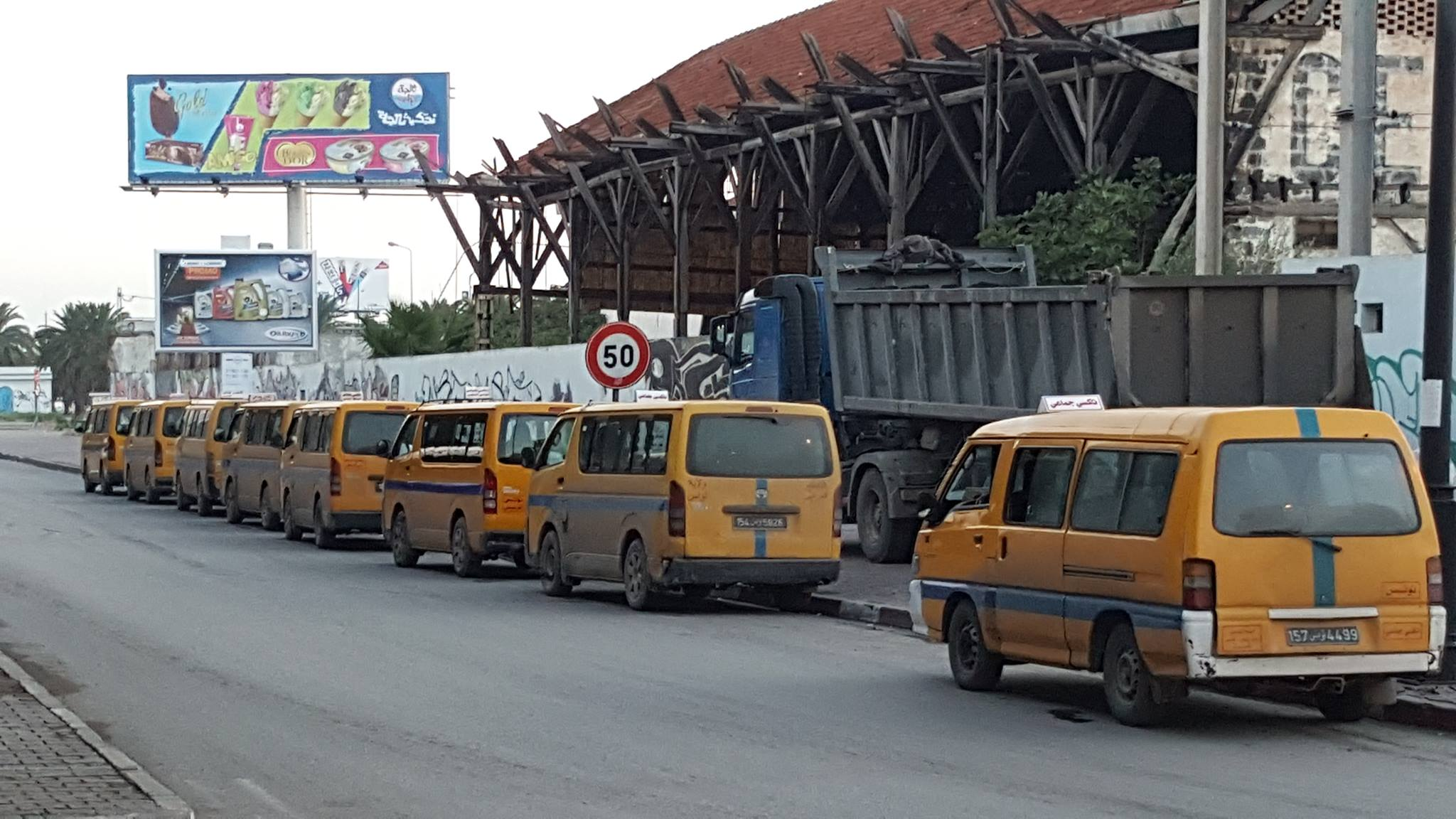
تاكسي جماعي

تاكسي جماعي هي إحدى وسائل النقل في تونس. انتشار سيارات تاكسي جماعي في البلاد التونسية , وموجودة في أغلب المدن ولذلك يقتصر عملها على الوسط الحضري والمدن. والتاكسي الجماعي تحمل نفس لون تاكسي العادي ولكن بحجم أكبر حيث تتسع لثمانية ركاب مع السائق. السعر حسب الكيلومتر تحدده الأوتيكا [بحاجة لمصدر]